# Syzygium amplifolium
Syzygium amplifolium är en myrtenväxtart som beskrevs av Lily May Perry. Syzygium amplifolium ingår i släktet Syzygium och familjen myrtenväxter. IUCN kategoriserar arten globalt som sårbar. Inga underarter finns listade i Catalogue of Life.